# Émission obligataire
Une émission obligataire est une opération consistant à créer une obligation nouvelle et à la vendre à des investisseurs. C'est une forme d'emprunt.
- Une durée de l'obligation est fixée. A l'échéance, l'emprunteur rembourse tous les investisseurs détenteurs de l'obligation
- Un coupon obligataire, intérêt versé périodiquement aux investisseurs achetant l'obligation, est fixé au moment de l'émission obligataire et restera le même au terme de chaque période durant l'emprunt.

Le prix de l'obligation variant chaque jour, on calcule chaque jour un rendement de l'obligation, appelé rendement obligataire qui compare le taux d'intérêt du coupon et le prix de l'obligation.